# Kim Muylaert
Kim Muylaert (9 februari 1990) is een Vlaamse radiopresentatrice bij NRJ en voorheen bij Studio Brussel. 
In 2012 behaalde Muylaert een master Vergelijkende Moderne Letterkunde aan de UGent. Als student was ze op de radio actief bij de lokale Gentse zender Urgent.fm. Na enkele stages bij Radio 1 in 2012 begon ze in september 2012 bij Studio Brussel. Ze is onder meer het verkeersmeisje tijdens Music@Work met Christophe Lambrecht, en presenteerde Was het nu 80, 90 of 2000? op zaterdagochtenden, De Hotlist op zondagvoormiddag, Super Sunday op zondagnamiddag, On The Rocks (een zomerprogramma van de zender), X-mas For Life, The Final Countdown en was ze een van de presentatoren van het dagelijkse nachtprogramma The Wild Bunch en van De Maxx. Ze presenteerde van september 2015 tot en met mei 2016 het programma 'De Middag Draait Door' tussen 12 en 13 uur op weekdagen. In de zomer van 2016 presenteerde ze het festivalprogramma All Areas (juni) en de ochtendshow van Studio Brussel (juli en augustus). 
In 2018 ging ze aan de slag bij radiozender NRJ. Daar presenteert ze het ochtendblok op weekdagen tussen 6 en 9 uur samen met Michael Joossens.
Vanaf januari 2022 presenteert ze opnieuw op Studio Brussel en op StuBru De Tijdloze
Ze is gehuwd met Stefaan Temmerman, fotograaf bij De Morgen.